# Моркино Городище
Мо́ркино Городи́ще — деревня в Калининском районе Тверской области. Относится к Красногорскому сельскому поселению.
Расположена к юго-западу от Твери, на правом берегу Волги (34 км вверх по Волге от центра города).
От села Красная Гора на Старицком шоссе — 6 км.

## История
В 1891 году в селе была построена каменная Никольская церковь с 3 престолам, исповедальные и метрические книги с 1825 года.
В конце XIX — начале XX века село входило в состав Воскресенской волости Тверского уезда Тверской губернии. 
С 1929 года деревня являлась центром Моркино-Городищенского сельсовета Тверского района Тверского округа Московской области, с 1935 года — в составе Калининской области, с 1963 года — в составе Некрасовского сельсовета, с 1994 года — в составе Красногорского сельского округа, с 2005 года — в составе Красногорского сельского поселения.
В 1997 году — 25 хозяйств, 48 жителей.
10 сентября 2012 года митрополит Тверской и Кашинский Виктор возглавил освящение престола и Божественную литургию в новом храме святых мучеников Сергия и Вакха.
Более детальные сведения о появившемся ещё в средневековье Никольском храме относятся к середине XVIII века. К 40-М - 50-М гг. XVIII в. относятся первые сведения о местном духовенстве. Известно, что в этот период священником Никольской церкви был Афанасий Васильев. После того как в сентябре 1753 г. его перевели в село Ивановское Старицкого уезда, священником стал Иван Сергеев, который до 1753 г. выполнял в моркиногородищенском храме обязанности дьячка.
  В период священства Ивана Сергеева Никольская церковь сгорела. 12 мая 1755 г. в неё попала молния, приведшая к полному уничтожению храма. Правда, иконы, антиминсы и церковные книги причту и прихожанам удалось вынести, и позже всё это было размещено «в особом на то построенном близ церковнаго места анбаре».
  Для того чтобы ускорить строительство нового храма «священник Иван Сергеев с прихожанами» решили перевезти в Моркино Городище любую из недействующих в то время деревянных церквей. Свой выбор они остановили на церкви села Ильинского (вероятно, в Тверском уезде) и на храме Арсения Чудотворца в Твери. В первом случае им было отказано. Что касается второго храма, то его владыка разрешил разобрать, а затем перевезти в Моркино Городище. Арсениевская церковь входила в состав храмового комплекса, который располагался на Затьмацком посаде в Твери, на так называемом «Зверинце» (сегодня здесь стоит обелиск Победы). В 1740-е - 50-е гг. рядом с церковью Арсения Чудотворца была выстроена каменная Никольская церковь, в итоге нужда в Арсениевском храме отпала и священник Никольской («что на Зверинце») церкви уступил жителям Моркина Городища второй деревянный храм во имя Арсения Чудотворца. Поскольку церковь эта упоминается не только в документах 1730-х гг., но и в переписной книге 1709 года, можно с большой долей вероятности предполагать, что Арсениевский храм выстроили в XVII в. Следовательно, в 1756-57 гг. в Моркином Городище была, по всей видимости, установлена церковь XVII в. Точнее - основной объём некогда тверского храма. После того как церковь собрали на новом месте, к более ранней основе прирубили новый алтарь, паперть и колокольню. В 1757 г. храм был освящён.
  Главным действующим лицом на этапе реконструкции Никольской церкви был владелец села Моркино Городище лейб-гвардии прапорщик (в 1750-е - 60-е гг., вероятно, в отставке) Степан Васильевич Козинский. Он неоднократно ходатайствовал перед епархиальным начальством за того или иного моркиногородищенского церковнослужителя. Надо полагать, что Козинский потратил немало средств на обновление Никольского храма.
  В 1750-е - 60-е гг. число дворов, входящих в приход церкви села Моркино Городище, достигало 100. В 1759 году овдовел строитель Никольского храма священник Иван Сергеев. Несчастье, выпавшее на его долю, подвигло священника на желание постричься в монахи, однако просьбу Ивана Сергеева не удовлетворили, и он продолжал священствовать ещё до середины 1770-х гг. В 1775 г. за действия, несовместимые со священническим саном, Иван Сергеев был отправлен в Могилёвскую пустынь «в монастырские труды». В этот период (в 1776 г.) землемер «флота-лейтенант» Токмачев составил план села Моркино Городище, обозначив на нём план и церковные земли. В том же 1776 г. новым священником Никольской церкви стал Михаил Игнатьев, бывший до этого дьяконом в храме Моркина Городища. Умер М.Игнатьев в 1785 г.
  К концу 1780-х гг. число приходских дворов достигло 170. Штат церковнослужителей состоял тогда из священника, дьячка и пономаря. По ведомости 1793 г. в 171 дворе, приписанном к приходу Никольского храма (приход составляли несколько населённых пунктов), проживал 771 представитель мужского пола.
  В 1797 г. на церкви села Моркино Городище решено было «нарубить два осмерика и вновь колокольню». В итоге, сохранив первоначальное основание (возможно XVII в.), храм надстроили двумя убывающими по площади восьмериками. Вероятно, именно эти восьмерики отчётливо видны на фотографии 1914 г.
В октябре 1813 г. из Никольской церкви была украдена крупная сумма денег: 879 рублей 49 копеек. Воры пробрались в алтарь и взломали там сундук с деньгами. Преступники (или преступник) так и не были найдены.
  В 1810-е гг. в состав причта Никольской церкви входили: священник Арсений Макаров, дьякон Арсений Миронов, дьячок Иван Иванов и пономарь Александр Алексеев.
  После смерти Ивана Иванова, последовавшей в 1817 г., дьячком стал Фёдор Матвеев. Однако уже через два года престарелого Ф. Матвеева сменил на дьяческой должности Михаил Раевский. А в 1820 г. у Никольской церкви появился новый пономарь - Иван Воскресенский.
  1819 год был отмечен рядом ремонтных работ, которые провели на Никольском храме. В этот период перелили колокол, ставший после переплавки на 9 пудов тяжелее, и покрыли железом главу на церкви. К концу 1810-х гг. в состав моркиногородищенского прихода входило 173 двора.
  После ремонта главы, новым тёсом решено было покрыть всю церковь и колокольню. Работы предполагалось провести на церковные деньги (1000 руб.), однако, в случае необходимости прихожане обязались «дополнить своим количеством».
  На следующий год был разобран примыкающий к северной стене храма деревянный навес. Он располагался так, что «застенял свет на церковь». После разборки навеса в северной стене пробили два новых окна и обшили её новым тёсом.
  2 декабря 1823 г инициатор обновления Никольского храма священник Арсений Макаров умер. Содержащаяся в деле опись имущества А. Макарова свидетельствует, что ему принадлежал деревянный дом и значительное число хозяйственных построек. В собственности у священника находились также две лошади, жере6ёнок, пять коров, две тёлки и четыре овцы. Достаточно подробно имущество причта Никольской церкви описано в клировой ведомости 1836 г. Из документа следует, что в середине 1830-х гг. храму принадлежало 36 десятин земли, из которой одна десятина находилась «под строением», одна была усадебной, 29 являлись «пашенной, 2,5 песчаной каменистой и 2 болотистой неудобной». Все церковнослужители имели собственные деревянные дома. Постройки священника и дьякона стояли на церковной земле, «дьячка на земле удельных, а пономаря - помещичьих крестьян».
Церковный причт в 1836 г. был представлен священником Василием Фёдоровичем Преображенским, дьяконом Александром Алексеевичем Уединовым, дьячком Михаилом Михайловичем Раевским и пономарём Василием Ивановичем Панковым.
  Среди крепостных крестьян, принадлежащих помещикам-прихожанам Никольской церкви, были и раскольники. Их фиксирует опись 1836 г., они неоднократно упоминаются в церковных документах 1840-х - 1870-х гг.
  К середине XIX столетия среди жителей села значилось немало отставных солдат.
  В первой половине 1860-х гг., после отмены крепостного права и выделения удельным крестьянам земли, на волостном правлении была принята Уставная грамота Моркина Городища.
  В последней четверти XIX в селе появилась церковно-приходская школа, в которой в 1880 г. обучалось 58 человек детей: 55 мальчиков и 3 девочки. Школу содержал приход и земство, она помещалась в церковном доме, где обучение вела дочь священника Екатерина Павловна Одинцова.
  Открытая в 1878 г. школа к концу 80-х гг. XIX в. изменила свой статус, превратившись в начальное училище. В этот период здесь преподавало уже три человека.
  В конце XIX в. при подготовке очередного статистического сборника по Тверской губернии было отмечено, что «питейных заведений, ярмарок, базаров, кустарной промышленности, фабрик и заводов в Моркином Городище... нет».
   В середине XIX в. на Никольском храме был проведён очередной «плановый» ремонт. В 1843 г. церковь и колокольню, по всей видимости, покрыли железом и окрасили. В 1850-е гг. храм ремонтировался вновь. В 1-Й половине 1870-х гг. шла речь о постройке при церкви «казенных домов» и сторожки, а в 1875 г. металлическую кровлю дозволено было снова «окрасить... медянкою и после вохрою».
  В 1881 г. деревянную Никольскую церковь решили из холодной превратить в тёплую. Вызвано это было тем, что прихожане предполагали в недалёком будущем выстроить в селе новую каменную церковь. Они обязались собрать необходимую сумму денег, привезти бут для фундамента и выстроить кирпичный завод. В 1882 г. архитектору В.И. Кузьмину был заказан проект и смета. Храм предполагалось поставить не на кладбище, а к востоку от существующей деревянной церкви (между ними оказался ров). Строительство храма и его обустройство продолжалось в течение 9 лет, и в 1891 г. (после переноса иконостаса из старой церкви в каменную) новая Никольская церковь была освящена. Хотя заметим, что какие-то работы на храме велись ещё во второй половине 1890-х гг.
  Постройка получилась небольшой: 12 сажен (25,5 м) длиной, 7 сажен (15 м) шириной и 3 сажени (6,5 м - «до верха карниза») высотой. На одной продольной оси (в составе единого объёма) были размещены церковь и колокольня. При этом и храм, и колокольня получили шатровое завершение. Начало строительства каменной церкви совпало по времени с рукоположением в Моркино Городище нового священника - Павла Соколова. Вероятно, за усердие, проявленное при создании церкви, в 1885 г. он был награждён набедренником. Однако Павел Соколов оказался основным действующим лицом не только на этапе строительства храма, но и в период активных действий причта, направленных на закрытие и последующую разборку деревянной церкви. Ссылаясь на её ветхость, а также на то, что она «в историческом и археологическом отношениях ничем не замечательна», церковнослужители просили Духовную консисторию разрешить им храм разобрать, а оставшийся после него материал «употребить частию для церковной ограды, а частию для школы».
  21 октября 1893 г. консистория разрешила разборку церкви, однако, всё ограничилось только колокольней. Работы были остановлены, и древний Никольский храм ещё десятилетия оставался немым укором для жителей Моркина Городища. Не исключено, что работы по разборке церкви были остановлены Императорской Археологической Комиссией. В 1914 г. она серьёзно заинтересовалась тверским храмом. Специалистами ИАК он был признан «интересным памятником русского деревянного зодчества». В 1914 г. состояние церкви, по мнению Императорской Археологической Комиссии, не внушало опасений, «потому что срубы её были прочны, а наклон образовался в следствие подгнивания лишь нижних венцов». В заключение ИАК рекомендовала Тверской Духовной консистории отремонтировать храм.
  Переписка продолжалась несколько лет, но даже последний, датированный 6 мая 1917 г. документ, не стал итоговым в этом деле. Окончательно церковь была утрачена уже в советское время.
  В 1894 г. строитель каменной Никольской церкви священник Павел Соколов умер. В 1890-е гг. его место занимали по очереди Александр Соколов, Александр Попов и Николай Архангельский, назначенный на эту должность в самом конце XIX в. Следовательно, именно Н. Архангельский в 1900 г. инициировал роспись храма и устройство вокруг него новой ограды.
  Около 1903 г. Н. Архангельского сменил Арсений Александрович Косухин, который значился священником Никольской церкви ещё в 1917 г. Вероятно Косухин завершил в 1903 г. сооружение ограды. В 1906 г. он выстроил себе новый жилой дом.
  Октябрьская революция на первых порах не внесла коренных изменений в жизнь сельчан, хотя с окончательным утверждением советской власти здесь появился сельсовет. В 1930-е гг. была разрушена каменная Никольская церковь. После разборки храма значительная часть кирпичного боя была ссыпана в овраг, разделяющий две церкви. Что касается деревянной церкви, то она могла быть утрачена ещё раньше, а если она дожила до войны, то вряд ли уцелела в декабре 1941 г. При отступлении немцы сожгли село дотла. В послевоенное время Моркино Городище было отстроено вновь, и сегодня оно продолжает жить размеренной деревенской жизнью.
(По материалам статьи Салимов А., Салимова М. Село Моркино Городище и его храмы.//"Тверская старина",2008, № 27.) 

## Население
| 1859 | 1886 | 2002 | 2010 |
| ---- | ---- | ---- | ---- |
| 215  | ↘176 | ↘36  | ↘19  |

## Достопримечательности
В деревне расположена действующая Церковь Сергия и Вакха. 

## Интересные факты
Здесь, на высоком берегу Волги, снимались кадры гибели легендарного комдива на реке Урал в фильме «Чапаев». Это место называют «Чапаевской горой»